# Копчикова, Светлана Глебовна
Светла́на Глебовна Копчикова (род. 17 марта 1967, Черкассы, Украинская ССР) — советская пловчиха, участница Олимпийских игр, чемпионатов Европы. Мастер спорта СССР международного класса (1983). Специализировалась в плавании вольным стилем, комплексным плаванием и баттерфляем.

## Достижения
Участница XXIV Олимпийских игр (1988) дистанция 4×100 м, комбинированное плавание.
2-кратная Чемпионка Юношеского Первенства Европы (1982).
Призёр Кубка Европы (1987) в Монако.
3-кратная Чемпионка Всемирной Летней Универсиады 1985.
Чемпионка международных соревнований «Дружба-84».
26-кратная чемпионка СССР (1981—1990),
35-кратная рекордсменка УССР (1981—1990), 5-кратная рекордсменка СССР (1984).
Многократный призёр первенств СССР.
Установила много рекордов страны.
На Олимпийских играх 1988 года в Сеуле заняла 5 место на дистанции 4×100 м комбинированным плаванием.